# Черкола
Черкола (італ. Cercola, сиц. Cèrcula) — муніципалітет в Італії, у регіоні Кампанія,  метрополійне місто Неаполь.
Черкола розташована на відстані близько 195 км на південний схід від Рима, 10 км на північний схід від Неаполя.
Населення — 18 465 осіб (2014).
Щорічний фестиваль відбувається 19 вересня. Покровитель — Святий Януарій.

## Демографія
Населення за роками:

Станом на 1 січня 2023 року в муніципалітеті офіційно проживало 257 іноземців з 35 країн, серед них 38 громадян країн Євросоюзу та 85 громадян України.

## Уродженці
- Доменіко Крішіто (*1986) — італійський футболіст, захисник.

## Сусідні муніципалітети
- Масса-ді-Сомма
- Неаполь
- Поллена-Троккія
- Сан-Себастіано-аль-Везувіо
- Волла